# Storthyngura snanoi
Storthyngura snanoi är en kräftdjursart som beskrevs av Menzies 1962C. Storthyngura snanoi ingår i släktet Storthyngura och familjen Munnopsidae. Inga underarter finns listade i Catalogue of Life.